# 卡雷莱通布
卡雷莱通布（法語：Quarré-les-Tombes，法語發音：[kaʁe le tɔ̃b]）是法国勃艮第-弗朗什-孔泰大区约讷省的一个市镇，位于该省南部，莫尔旺自然保护区内，和涅夫勒省接壤，属于阿瓦隆区。

## 地理
卡雷莱通布（47°22'5"N, 3°59'51"E）面积46.05 平方千米，位于法国勃艮第-弗朗什-孔泰大區约讷省，境内以丘陵为主。
与卡雷莱通布接壤的市镇（或旧市镇、城区）包括：圣布朗谢、丹莱普拉斯、马里尼莱格利斯、圣阿尼昂、博维利耶、圣日耳曼德尚、圣莱热沃邦。
卡雷莱通布的时区为UTC+01:00、UTC+02:00（夏令时）。

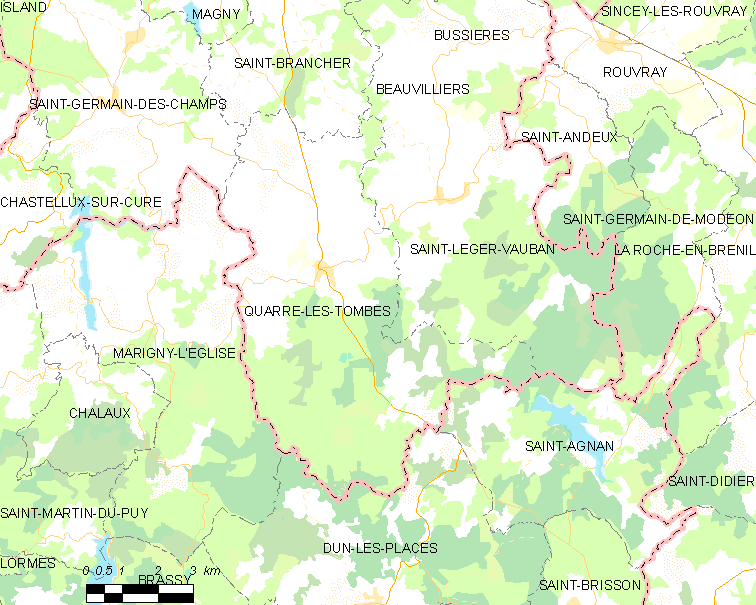
卡雷莱通布的OSM定位图

## 行政
卡雷莱通布的邮政编码为89630，INSEE市镇编码为89318。

## 政治
卡雷莱通布所属的省级选区为阿瓦隆县。

## 交通
约讷省省道D10线、D36线和D55线在市中心交汇。

## 人口

1962-2008年间卡雷莱通布人口变化图示

卡雷莱通布于2022年1月1日时的人口数量为621人。